# 弗雷德里克·赖因费尔特
约翰·弗雷德里克·赖因费尔特（瑞典語：John Fredrik Reinfeldt，發音：[ˈfrěːdrɪk ˈrâjnːfɛlt] ⓘ；1965年8月4日—），瑞典经济学家、政治家，温和党领袖，前任瑞典首相。
賴因費爾特於2003年起擔任溫和聯合黨黨魁，2006年大選獲勝後被推選為瑞典首相。成為瑞典史上第三年輕的國家領導人。2010年成功连任首相，成為瑞典首個成功連任的中間偏右政府。

## 成長過程
賴因費爾特出生於斯德哥爾摩省哈宁厄市镇东哈宁厄教区，父親布魯諾·賴因費爾特（Bruno Reinfeldt）為顧問與溫和黨的社區政治人物，母親比吉塔·賴因費爾特·通韋德（Birgitta Reinfeldt Tunved）則為心理醫師。他有兩位弟弟，馬格努斯（Magnus）與亨里克（Henrik）。
早年的賴因費爾特曾參與業餘籃球隊與戲劇表演。1976年全家搬遷至泰比，他也在此地完成中學教育。
1992年賴因費爾特與菲莉帕·霍尔姆贝里結婚；兩人育有三子，在賴因費爾特就任首相以前居住在泰比。2007年，全家即搬到瑞典首相官邸。2013年離婚。

## 在溫和黨青年部的日子
在長時間投入政治事務之後，18歲的賴因費爾特於1983年加入了溫和黨青年部。
在斯德哥爾摩大學就讀時，他並參與「中產階級學生反對黨」，並於1988-89年擔任主席。他曾於1990年成為溫和黨青年部在泰比分部的主席，並在1991年獲選為國會議員。隔年他以58比55的票數擊敗溫和黨青年部黨代表大會原主席乌尔夫·克里斯特松，成為新主席；溫和黨黨代表大會長年以來陷入保守派與開明派的路線爭議，賴因費爾特代表保守派，克里斯特生則代表開明派。早年，他也曾擔任過溫和黨青年部與瑞典國會司法委員會的主席。
獲選為新主席後，賴因費爾特對當時的畢爾德政府多有批評，同時試圖與社會民主黨共同支持中產階級運動；在此同時，其對溫和黨領導階層的批評越發強烈。1993年他以青年部代表大會主席身分發表「沉睡的人民」一書，書中批評瑞典的福利國家制度，並倡導一個開明自主的社會系統。
瑞典幾個具有中產階級屬性的中間偏右政黨在1994年國會大選中遭到挫敗，此後賴因費爾特與當時溫和黨主席卡爾·比尔特的衝突逐漸浮上檯面。在一本著作中，他將包括贡纳尔·赫克马克與博·隆格伦在內的十餘位溫和黨政治人物形容為「卡爾·比尔特的影印版」。溫和黨國會黨團咸認定賴因費爾特的批評太過分，並群起反擊之；1995年2月，溫和黨國會黨團召見賴因費爾特並進行協商，他在此番協商後稍微降低了批評黨中央的音量，但也使得自己在往後數年內於政治場域上無重大建樹。
當博·隆格伦於1999年獲選為新任黨主席時，賴因費爾特也被推舉為國會信任協調會的成員，這是他在數年前與溫和黨黨中央爆發衝突後所獲致的第一項重要職務。在2001-2002年間，他擔任國會司法委員會的主席。

## 黨主席
在溫和黨於2002年選舉遭到重大挫敗後，賴因費爾特被任命為溫和黨國會黨團領導人、經濟問題發言人與財經委員會副主席。他在2003年10月25日獲得溫和黨黨代表大會一致通過，接替請辭的柏·倫格蘭成為溫和聯合黨新任黨魁。在2004年間，賴因費爾特是成立具有中產階級屬性的「瑞典同盟」的重要推手之一，此同盟藉由2006年國會大選的勝利促成了政治版圖的轉換。
依據賴因費爾特自己的說法，他在與卡爾·比尔特等人的爭執期間曾受到被他視為來自司法大臣贡·赫尔斯维克的龐大壓力。

### 改革
賴因費爾特就任黨魁以後，對溫和黨的體制與政治傾向進行了一番改革；最主要的是，該黨撤回全面減稅的要求，並裁減了對瑞典福利國家模式的批評。此類改革式觀念被形容為「新溫和黨」，黨員甚至還以「瑞典的工黨」自稱。該黨現在視創造工作機會為首要任務，並開始重視對中低收入戶的減稅措施。賴恩費爾德的主要目標為使瑞典的福利國制度更上一層樓，不過這些改革在黨內備受爭論；批評者認為該黨勢將受限於社會民主黨的左派路線，而支持者則視這些改變為贏得選舉的必要措施，或宣稱改革在客觀面向上確實較原先的政策為佳。2002至2005年間，溫和黨的民調支持度往上翻昇了足足一倍。

### 瑞典聯盟
在2006年大選前，賴因費爾特正式向瑞典國內四個中產階級屬性的中間偏右政黨提出合作邀請，倡議一個在中產階級原則下享有一致性的政治聯盟，過去他們亦曾合作，原因是四黨皆為非社會主義的黨派，並拒絕加入社會民主黨領導的政府。瑞典聯盟遂在2004年8月31日成立。

## 首相

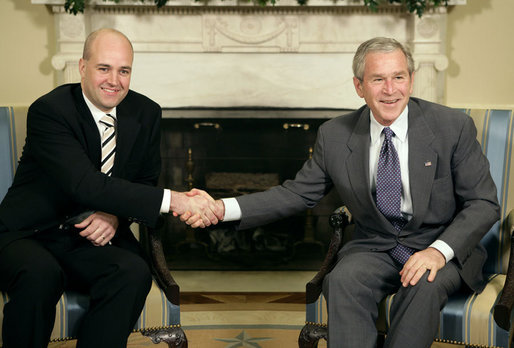
2007年5月15日赖因费尔特在椭圆形办公室与美国总统乔治·沃克·布什会面

2006年的大選，賴因費爾特與溫和黨而言是一大勝利。贏得百分之26.23的選票的溫和黨獲致了該黨自1928年以來最佳的選舉結果，該黨與其他三個中間偏右政黨贏得了歷史性大勝，擊敗長期執政的左派瑞典社會民主工黨，15年後右翼黨派再次成為議會的多數，並組建12年來首個中間偏右政府。
賴因費爾特在2006年10月5日被新國會推選為瑞典首相，獲175票贊成，169票反對，獲勝通過。新的賴因費爾特政府於隔日正式成型。
2006年賴因費爾特就任首相後的第一週，內閣即問題不斷。數位內閣首長遭指控未繳清電視執照費及和非法勞動力有所牽連，這當中因此而下台的包括工商大臣玛丽亚·博雷柳斯與文化大臣塞西莉亚·斯特约·基洛。賴因費爾特本人也因將內閣中最重要的幾個大臣職位派給其溫和黨同志而飽受批評，原因在於執政聯盟中有超過半數成員來自溫和黨。
2009年6月7日所舉行的歐洲議會選舉，溫和黨在賴因費爾特的領導下獲得百分之18.83的選票，與該黨在2004年歐洲議會選舉所獲得的百分之18.25選票相比微幅成長，但和2006年大選相比則是明顯滑落。
2010年瑞典大选，由温和党、中央党、人民党和基督教民主党组成的执政中右翼联盟赢得173席，其中温和党获得107个议席，比上届议会增加10席，但另外三個中右翼黨派得票及議席下降。左派聯盟得票大輻下降，取得156席，但其中社民黨雖保住第一大黨地位，但得票及議席大減，右派民粹主義的瑞典民主黨進入議會，跨越得票門檻取得5.7%及20席，中右翼聯盟及中左翼聯盟均拒絕與瑞典民主黨合作，兩大聯盟拒絕與之合作，赖因费尔特成功连任首相，最終籌組少數政府，組建瑞典近一個世紀以來首個成功連任的中間偏右政府。
2014年瑞典大選，执政中右翼联盟連任失敗，但其票源並非流失至左派政黨，而是流向右派民粹主義的瑞典民主黨，中右翼聯盟結束八年執政。

## 生平著作
- Reinfeldt, Fredrik. . Stockholm: Moderata ungdomsförbundet. 1993. ISBN 91-86194-10-0.
- Reinfeldt, Fredrik. . Stockholm: Moderata ungdomsförbundet. 1993. ISBN 91-86194-06-2.
- Reinfeldt, Fredrik. . Stockholm: Moderata ungdomsförbundet. 1995. ISBN 91-86194-14-3.
- Reinfeldt, Fredrik; Graner, Magnus G.; Lindvall, Martin. . Stockholm: Moderata ungdomsförbundet. 1995. ISBN 91-86194-13-5.

## 延伸閱讀
- Forstorp, Per-Anders; Palmer, Brian. . Stockholm: Karneval förlag. 2006. ISBN 91-976031-4-7.
- Kratz, Anita. . Stockholm: Norstedt. 2008. ISBN 978-91-1-301948-2.
- Kristofferson, Ulf. . Stockholm: Bonnier fakta. 2006. ISBN 91-85015-76-8.
- Ljunggren, Stig-Björn. . Stockholm: Hjalmarson & Högberg. 2006. ISBN 91-7224-023-7.
- Wiklund, Mats. . Rimbo: Fischer & Co. 2006. ISBN 91-85183-24-5.

## 外部連結
- （英文）赖因费尔特 在瑞典辦事處的相關介紹
- （瑞典文）赖因费尔特 （页面存档备份，存于） 在瑞典議會的相關介紹
- （瑞典文）赖因费尔特 在溫和黨的相關介紹

| 前任： 约兰·佩尔松 | 瑞典首相 2006年至2014年 | 繼任： 斯特凡·勒文 |